# Maddendam

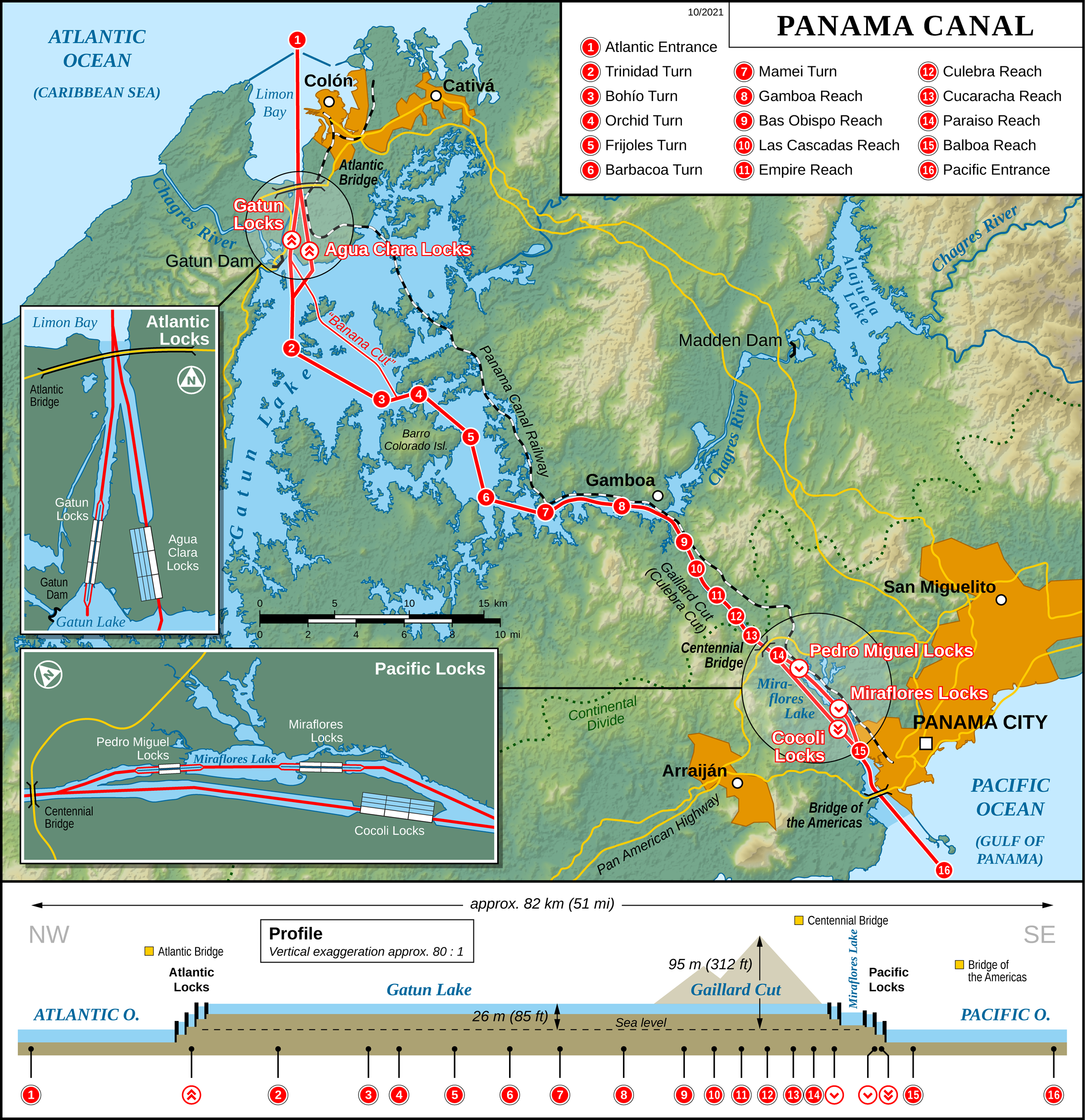
Kaart van het gebied rond het Panamakanaal. De dam en meer liggen in de rechterbovenhoek.

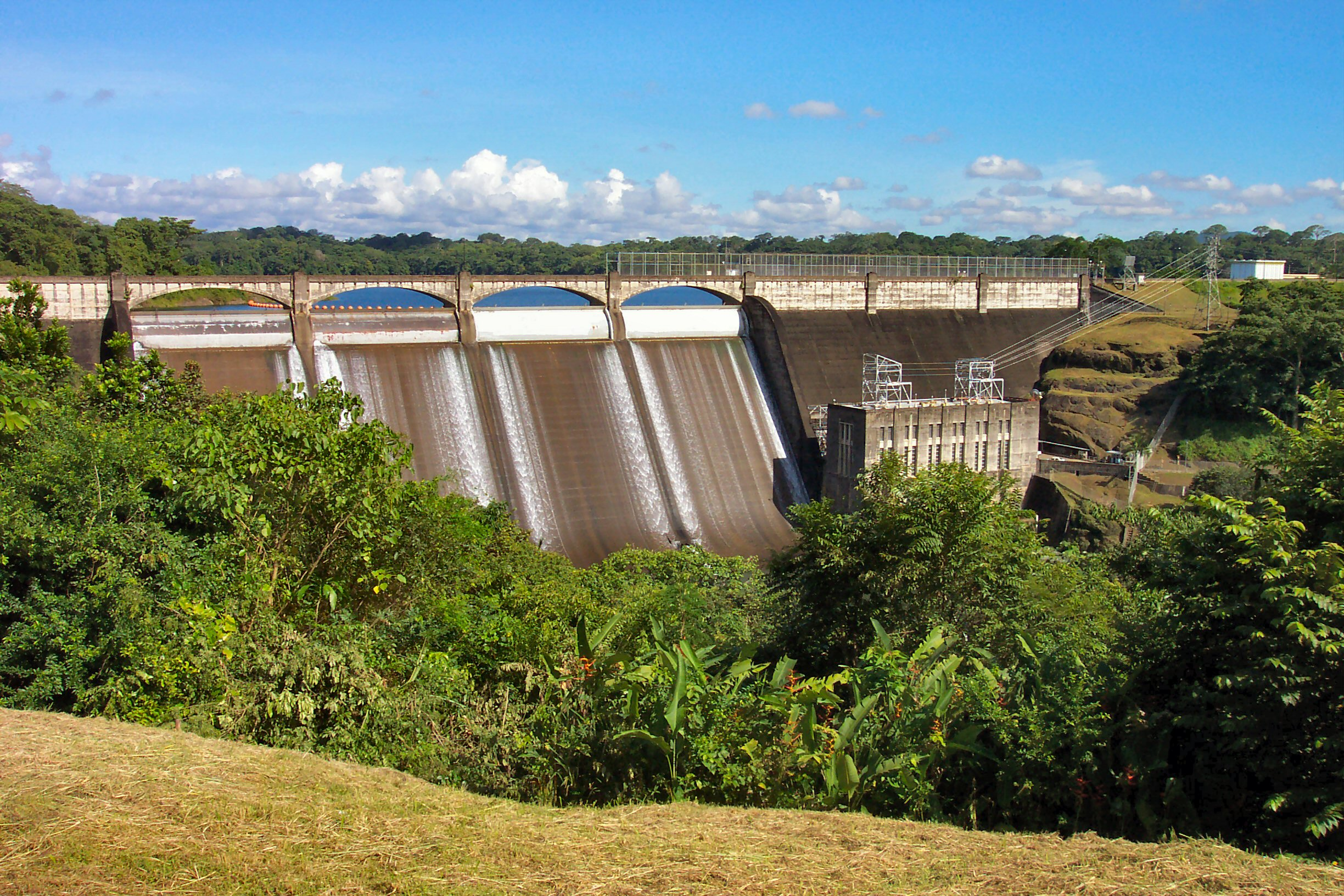
Noodoverlaat en centrale in de Alajueladam.

De Alajueladam (voorheen Maddendam) is een dam die in 1935 werd aangelegd in de rivier de Chagres in centraal Panama. De dam speelt een belangrijke rol in de watervoorziening van het Panamakanaal. Hij helpt in het stabiel houden van het waterpeil in het kanaal, hetgeen veiliger scheepvaartverkeer mogelijk maakt.
De dam ligt ten noorden van de stad Gamboa, waar het water van de rivier de Chagres het Gatunmeer binnenstroomt. Aanvankelijk gingen de bouwers van het kanaal ervan uit dat het Gatunmeer voldoende water bevatte om de schepen door de sluizen heen te helpen. De schepen overbruggen een hoogteverschil van zo’n 26 meter tussen het Gatunmeer en de Caraïbische Zee. Voor elke passage van oceaan naar oceaan is circa 200 miljoen liter water nodig. In de jaren twintig van de 20e eeuw werd daarom besloten een extra dam aan te leggen, de Maddendam.
Op circa 16 kilometer ten noorden van Gamboa, bij het plaatsje Alhajuela, ligt de Alajueladam en zijn respectievelijke meer in een smalle pas. De dam is 68 meter hoog en daarachter ligt het meer op circa 76 meter boven het zeeniveau. Het meer heeft een inhoud van 1 miljard m³, equivalent aan de waterbehoefte van de sluizen voor een periode van drie maanden.
De bouwplaats lag midden in een tropisch regenwoud. In 1929 en 1930 werd een 20 kilometer lange weg aangelegd om personeel, materieel en materiaal naar de bouwplaats te vervoeren. In oktober 1931 werden de bouwcontracten getekend en in februari 1932 werd daadwerkelijk met de bouw gestart. De dam is gemaakt van beton en heeft een lengte van 275 meter. Aan de voet van de dam is deze 55 meter breed en in de dam is een kleine elektriciteitscentrale gebouwd. In februari 1935 was het werk af. De totale bouwkosten bedroegen US$ 10.572.000.
Achter de dam kwam een kunstmatig meer te liggen, het Maddenmeer. Het meer reikt tot zo'n 30 kilometer achter de dam en heeft een oppervlakte van 65 km². De dam en het meer werden vernoemd naar het Amerikaans congreslid, Martin B. Madden. Na de overdracht van de Panamakanaalzone aan Panama in 1999 werden  de namen  gewijzigd in Alajuelameer en Alajueladam.